# Gammel Skørping
Gammel Skørping is een klein dorp in het noorden van Jutland in Denemarken. Het dorp heette tot 1900 Skørping. Na de opening van het station Skørping, een paar kilometer ten zuiden van het dorp, ontstond rond dat station een nieuwe nederzetting die vrij snel het oude dorp overvleugelde. Het nieuwe dorp kreeg daarom de naam Skørping, terwijl het oorspronkelijke dorp verder ging als Gammel, het Deense woord voor  oud, Skørping.

## Geboren in Gammel Skørping
Verpleegkundige Thyra Frank (1952): naar haar visie op de ouderenzorg is de Tubbe-methode voor woonzorgcentra ontwikkeld. 